# Vdovka rajská
Vdovka rajská (Vidua paradisaea) je malý druh pěvce z čeledi vdovkovitých (Viduidae) žijící v otevřených suchých krajinách ve východní Africe v rozmezí od Súdánu po jižní Angolu.
Samice jsou hnědé, svrchu tmavě skvrnité, samci jsou v mimohnízdním období zbarvení podobně. Ve svatebním šatě však mají černou hlavu a hřbet, hnědou hruď, jasně žlutý zátylek, světlou spodinu těla a 4 až 36 cm dlouhá, tmavá ocasní pera, která jsou u tohoto druhu přibližně 4× delší než zbývající část těla.
Náleží mezi hnízdní parazity, jeho hostitelem je astrild pestrý. Významný vztah k tomuto druhu dokazuje i fakt, že samci vdovky rajské dokáží věrně napodobit jeho zpěv. Vzhledem k tomu, že jsou mláďata vdovky rajské viditelně větší a hlasitější, než mláďata hostitele, jim věnují nevlastní rodiče více pozornosti než svým vlastním potomkům.